# HaBoker
HaBoker (hebräisch הַבֹּקֶר haBoqer, deutsch ‚Der Morgen‘, Plene: הבוקר) war eine in hebräischer Sprache herausgegebene Tageszeitung in Palästina und Israel. Sie erschien von 1935 bis 1965 und war zionistisch geprägt.